# Saint-Laurent-les-Tours
Saint-Laurent-les-Tours is een gemeente in het Franse departement Lot (regio Occitanie). De plaats maakt deel uit van het arrondissement Figeac. Saint-Laurent-les-Tours telde op 1 januari 2022 845 inwoners.
De heren van het nabijgelegen Saint-Céré hadden hun kasteel in Saint-Laurent-les-Tours. Tussen 1945 en zijn dood had kunstenaar Jean Lurçat (1892-1966) zijn atelier voor wandtapijten in dit kasteel.

## Geografie
De oppervlakte van Saint-Laurent-les-Tours bedroeg op 1 januari 2022 10,84 vierkante kilometer; de bevolkingsdichtheid was toen 78 inwoners per km².

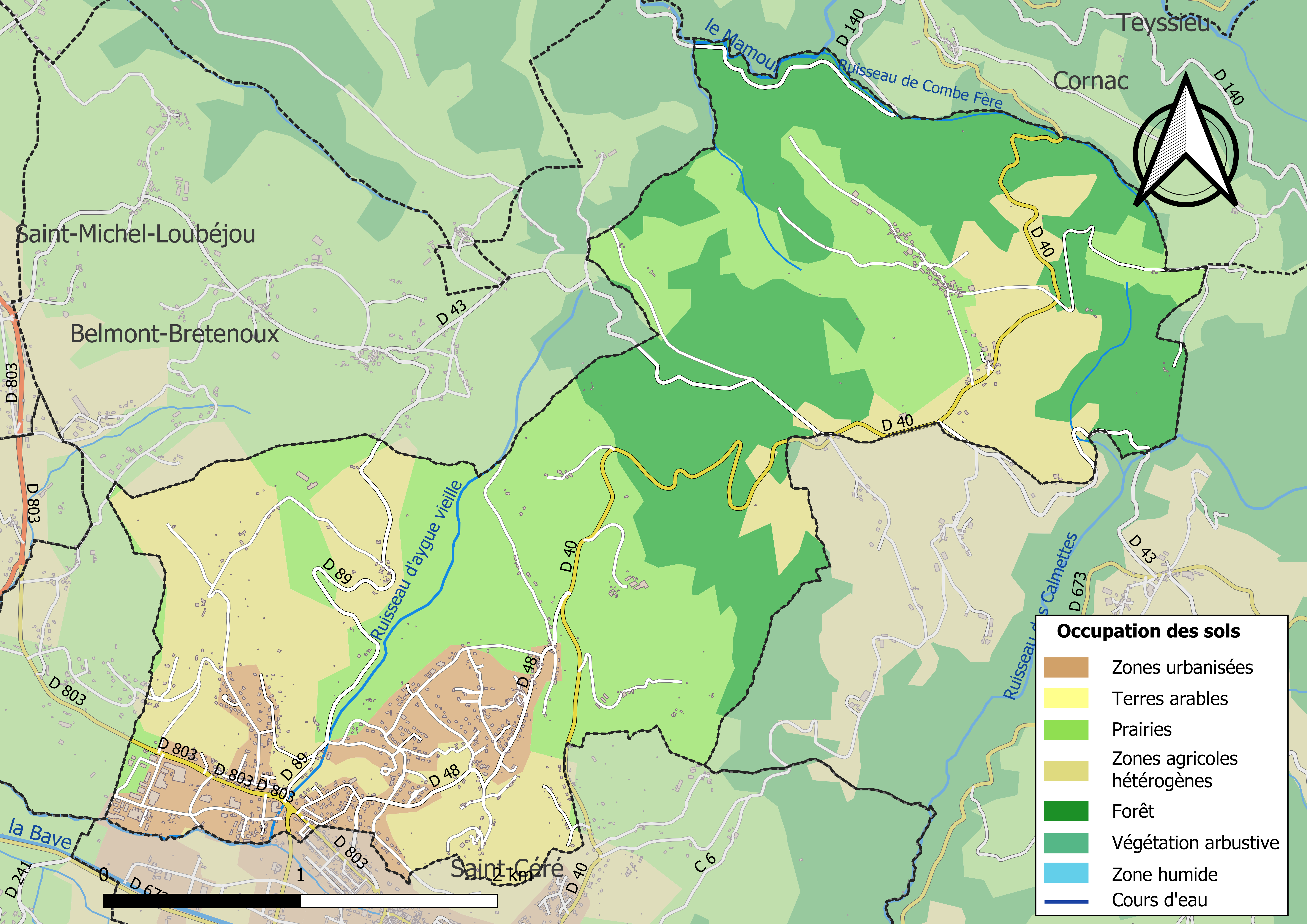
Kaart van de gemeente met de belangrijkste infrastructuur, bodemgebruik en omliggende gemeenten

## Demografie
Onderstaande figuur toont het verloop van het inwonertal (bron: INSEE-tellingen).